# 杜埃赛格斯
杜埃赛格斯，是西班牙加泰罗尼亚塔拉戈纳省的一个市镇。总面积14平方公里，总人口201人（2001年），人口密度14人/平方公里。